# Carlos Patricio Díaz
Carlos Patricio Díaz (Santiago, 21 de julio de 1970) es un actor chileno radicado en Toronto, Canadá.

## Filmografía
- Drama Total presenta: Carrera alucinante (2015) (Serie de Televisión) - Lorenzo/Rock (15 episodios)
- Fargo (2014) (Serie de Televisión) - Joven Stavros (1 episodio)
- Cra$h & Burn (antes "Lawyers, Guns and Money") (2009) (Serie de Televisión) - Carlos Galindo (12 episodios)
- The Adventures of Leo & Cleo (2010) (TV series) - (voz)- Fresco (16 episodios)
- The Bridge (2009) (Serie de Televisión) - parts dealer (1 episodio)
- How To Be Indie (2009) (Serie de Televisión) - Sensei Jeff (1 episodio)
- Clean (2008) (TV piloto) - Carl (piloto)
- The Line (TV series)  (2007–2008) - Mike (5 episodios)
- Rent-a-Goalie (2006–2008) (Serie de Televisión) - Looch (26 episodios)
- Otro lado del pasillo, El (2006) (Mejor Cortometraje - MethodFest)- Miguel
- The Very Good Adventures of Yam Roll in Happy Kingdom (2006) (TV series) (voz)- Ebi (episodios desconocidos)
- Cuatro hermanos (2005) - policía desconcertada
- Cool Money (2005) (TV) - funcionario del banco
- La movida (2004) (TV) - Mike Bertollini
- Evel Knievel (2004) (TV) - DJ Caruso
- La zona muerta (2004) (Serie de Televisión) - Rick Fanuli (1 episodio)
- Crime Spree (2003) - Héctor
- Adventure Inc. (2003) (Serie de Televisión) - distribuidor de piezas (1 episodio)
- Street Time (2002) (Serie de Televisión) - Tony Rodríguez (1 episodio)
- Lucky Day (2002) (TV) - Oficial Miller
- John Q (2002) - paramédico # 1
- Save-Ums! (2002) (Serie de Televisión) (voz) - Raymundo la hormiga (8 episodios)
- Boss of Bosses (2001) (TV) - Philip Castellano
- Chasing Cain (2001) (TV)- Neil
- Hangman (2001) - Oficial Peros
- RoboCop: Prime Directives (2000) (TV miniseries) - Jenkins OCP
- The Uncles (2000) - Eddie the Waiter
- The Seventh Portal (2000) (Serie de Televisión) - Oxblood/Roberto Díaz (voz)
- The Avengers: United They Stand (1999) (Serie de Televisión) - Tiburón Tigre (voz)